# Genesee Falls
Genesee Falls è un comune degli Stati Uniti d'America, situato nello stato di New York, nella contea di Wyoming.